# Friedrich Boden (Diplomat)
Friedrich Boden (* 23. August 1870 in Braunschweig; † 21. März 1947 in Berlin) war ein Gesandter in Diensten des Herzogtums Braunschweig, des Freistaates Braunschweig und anderer Länder.

## Leben und Wirken
Der Sohn des Direktors einer braunschweigischen Zuckerraffinerie studierte nach dem Schulbesuch in Braunschweig Rechtswissenschaften an den Universitäten Freiburg und Berlin. In Freiburg wurde er Mitglied des Corps Rhenania Freiburg. Das juristische Assessorexamen legte er 1896 ab.
Nach ersten Berufsstationen in Justiz und Verwaltung wurde er 1906 als Geheimer Regierungsrat stimmführender Bevollmächtigter des Herzogtums Braunschweig beim Bundesrat. Boden war damit das jüngste Ratsmitglied. 1914 wurde er zum Gesandten und bevollmächtigten Minister befördert und 1915 zum Wirklichen Geheimen Rat mit der Bezeichnung „Exzellenz“.
Neben der diplomatischen Vertretung Braunschweigs wurde Boden im Jahr 1914 auch stimmführender Vertreter des Landes Anhalt im Bundesrat. Zusätzlich vertrat er während des Ersten Weltkrieges bis 1916 im Rat die Interessen des Großherzogtums Oldenburg und des Fürstentums Lippe. Nach Ende des Ersten Weltkrieges wirkte er ab November 1918 als Vertreter des Freistaates Braunschweig bei der Reichsregierung und ab August 1919 als ständiger stellvertretender Bevollmächtigter der Länder Braunschweig und Anhalt im Reichsrat. Zugleich war er gemeinsamer Gesandter von Braunschweig und Anhalt sowie (1921/1923) von Mecklenburg-Strelitz beim Land Preußen. Im Nebenamt war er Mitglied des Verwaltungsrates der Deutschen Reichspost und Mitglied des Reichsdisziplinarhofes. Am 1. April 1934 trat Boden in den Ruhestand.
In der Literatur werden diplomatische Verdienste Bodens unter anderem bei der Thronfolgeregelung 1912/13 in Braunschweig und der Aussöhnung zwischen Hohenzollern und Welfen benannt. Als „Doyen des innerdeutschen Corps“ habe er „hohe Anerkennung“ gefunden. Boden sei auch ein „engagierter Förderer“ der Interessen der braunschweigischen Industrie gewesen. Die Technische Hochschule Braunschweig verlieh Boden am 5. Juni 1929 den Dr.-Ing. E. h.
Neben seiner Bedeutung als diplomatischer Vertreter Braunschweigs und anderer Länder erlangte Friedrich Boden durch seine Rolle bei der Einbürgerung Adolf Hitlers Bekanntheit: Auf Anweisung des Braunschweigischen Staatsministeriums vom 25. Februar 1932 nahm Boden am 26. Februar 1932 den Diensteid Adolf Hitlers als braunschweigischer Regierungsrat ab.
Bodens Grab befindet sich auf dem Südwestkirchhof Stahnsdorf.